# VM i kortbanesvømning 1993
VM i kortbanesvømning 1993 fandt sted fra den 2. til 5. december 1993 i Palma de Mallorca i Spanien, der deltog svømmere fra 45 nationer, herunder Danmark, hvorfra Mette Jacobsen deltog.

## Deltagende nationer
| Algeriet    | Australien | Belgien | Brasilien | Canada             | Kina           | Colombia   | Kroatien  | Cuba           |
| Tjekkiet    | Danmark    | Ecuador | Estland   | Finland            | Nordmakedonien | Frankrig   | Tyskland  | Storbritannien |
| Grækenland  | Holland    | Indien  | Irland    | Italien            | Japan          | Kasakhstan | Letland   | Moldova        |
| New Zealand | Norge      | Polen   | Portugal  | Puerto Rico        | Rusland        | Slovakiet  | Slovenien | Sydafrika      |
| Spanien     | Sverige    | Schweiz | Syrien    | Trinidad og Tobago | Ukraine        | USA        | Uruguay   | Jugoslavien    |

## Resultater
| Disciplin      | Guld                                                               | Guld       | Sølv                                                               | Sølv         | Bronze                                                          | Bronze      |
| -------------- | ------------------------------------------------------------------ | ---------- | ------------------------------------------------------------------ | ------------ | --------------------------------------------------------------- | ----------- |
| 50m Fri        | Mark Foster                                                        | 21,84      | Hu Bin                                                             | 21,93        | Robert Abernethy                                                | 21,97       |
| 100m Fri       | Fernando Scherer                                                   | 48,38      | Gustavo Borges                                                     | 48,42        | Jon Olsen                                                       | 48,49       |
| 200m Fri       | Antti Kasvio                                                       | 1:45,21    | Trent Bray Artur Wojdat                                            | 1:45.53      | ikke uddelt                                                     | ikke uddelt |
| 400m Fri       | Daniel Kowalski                                                    | 3:42.95    | Antti Kasvio                                                       | 3:42.98      | Paul Palmer                                                     | 3:45.07     |
| 1500m Fri      | Daniel Kowalski                                                    | 14:42.04   | Jörg Hoffmann                                                      | 14:53.09     | Piotr Albinski                                                  | 14:53.97    |
| 100m Ryg       | Tripp Schwenk                                                      | 52.98      | Martin Harris                                                      | 53.93        | Rodolfo Falcón                                                  | 54.00       |
| 200m Ryg       | Tripp Schwenk                                                      | 1:54.19    | Luca Bianchi                                                       | 1:55.09      | Stefaan Maene                                                   | 1:55.68     |
| 100m Bryst     | Phil Rogers                                                        | 59.56      | Ron Dekker                                                         | 59.95        | Seth Van Neerden                                                | 1:00.08     |
| 200m Bryst     | Nick Gillingham                                                    | 2:07.91 ER | Phil Rogers                                                        | 2:08.32      | Eric Wunderlich                                                 | 2:08.49     |
| 100m Butterfly | Miloš Miloševic                                                    | 52.79      | Mark Henderson                                                     | 52.92        | Rafal Szukala                                                   | 52.94       |
| 200m Butterfly | Franck Esposito                                                    | 1:55.42    | Christian Keller                                                   | 1:55.75      | Chris-Carol Bremer                                              | 1:56.86     |
| 200m Medley    | Christian Keller                                                   | 1:56.80    | Fraser Walker                                                      | 1:58.35 NatR | Curtis Myden                                                    | 1:59.27     |
| 400m Medley    | Curtis Myden                                                       | 4:10.41    | Serghei Mariniuc                                                   | 4:11.96      | Petteri Lehtinen                                                | 4:12.33     |
| 4×100m Fri     | Fernando Scherer Teófilo Ferreira Gustavo Borges José Carlos Souza | 3:12.11 VR | David Fox Seth Pepper Jon Olsen Mark Henderson                     | 3:12.68      | Roman Shegolev Vladislav Kulikov Vladimir Predkin Yury Mukhin   | 3:15.56     |
| 4×200m Fri     | Christer Wallin Tommy Werner Lars Frölander Anders Holmertz        | 7:05.92    | Christian Tröger Christian Keller Chris-Carol Bremer Jörg Hoffmann | 7:08.63      | Gustavo Borges Teófilo Ferreira José Carlos Souza Cassiano Leal | 7:09.97     |
| 4×100m Medley  | Tripp Schwenk Seth Van Neerden Mark Henderson Jon Olsen            | 3:32.57 VR | Carlos Ventosa Sergio López Joaquín Fernández José Maria Rojano    | 3:36.92      | Martin Harris Nick Gillingham Mike Fibbens Mark Foster          | 3:37.27     |

| Disciplin      | Guld                                      | Guld       | Sølv                                                        | Sølv    | Bronze                                                   | Bronze  |
| -------------- | ----------------------------------------- | ---------- | ----------------------------------------------------------- | ------- | -------------------------------------------------------- | ------- |
| 50m Fri        | LE Jingyi                                 | 24.23 VR   | Angel Martino                                               | 24.93   | Linda Olofsson                                           | 25.21   |
| 100m Fri       | LE Jingyi                                 | 53.01 VR   | Angel Martino                                               | 53.39   | Karen Pickering                                          | 54.39   |
| 200m Fri       | Karen Pickering                           | 1:56.25    | Susie O'Neill                                               | 1:57.16 | Lü Bin                                                   | 1:57.71 |
| 400m Fri       | Janet Evans                               | 4:05.64    | Trina Jackson                                               | 4:07.49 | Julie Majer                                              | 4:07.91 |
| 800m Fri       | Janet Evans                               | 8:22.43    | Julie Majer                                                 | 8:26.46 | Trina Jackson                                            | 8:27.50 |
| 100m Ryg       | Angel Martino                             | 58.50 VR   | He Cihong                                                   | 1:00.13 | Elli Overton                                             | 1:00.18 |
| 200m Ryg       | He Cihong                                 | 2:06.09 VR | Jia Yuanyuan                                                | 2:07.95 | Cathleen Rund                                            | 2:09.59 |
| 100m Bryst     | DAI Guohong                               | 1:06.58 VR | Linley Frame                                                | 1:07.65 | Samantha Riley                                           | 1:07.77 |
| 200m Bryst     | DAI Guohong                               | 2:21.99 VR | Hitomi Maehara                                              | 2:24.45 | Samantha Riley                                           | 2:24.75 |
| 100m Butterfly | Susie O'Neill                             | 59.19      | LIU Limin                                                   | 59.24   | Kristie Krueger                                          | 59.53   |
| 200m Butterfly | LIU Limin                                 | 2:08.51    | Susie O'Neill                                               | 2:09.08 | Petria Thomas                                            | 2:09.40 |
| 200m Medley    | Allison Wagner                            | 2:07.79 VR | DAI Guohong                                                 | 2:09.21 | Elli Overton                                             | 2:10.51 |
| 400m Medley    | DAI Guohong                               | 4:29.00 VR | Allison Wagner                                              | 4:31.76 | Julie Majer                                              | 4:37.50 |
| 4×100m Fri     | Lü Bin SHAN Ying Jia Yuanyuan LE Jingyi   | 3:35.97 VR | Ellenor Svensson Linda Olofsson Suzanne Lööv Louise Jöhncke | 3:39.41 | Angel Martino Sarah Perroni Kristie Krueger Paige Wilson | 3:40.40 |
| 4×200m Fri     | SHAN Ying ZHOU Guanbin LE Jingyi Lü Bin   | 7:52.45 VR | Tammy Bruce Elli Overton Anna Windsor Susie O'Neill         | 7:56.52 | Paige Wilson Sarah Perroni Trina Jackson Janet Evans     | 8:02.99 |
| 4×100m Medley  | LE Jingyi HE Cihong LIU Limin DAI Guohong | 3:57.73 VR | Elli Overton Linley Frame Petria Thomas Susie O'Neill       | 4:00.17 | Angel Martino Kelli King Kristie Krueger Sarah Perroni   | 4:01.30 |

## Medaljefordeling
| Rang | Land           | Guld | Sølv | Bronze | I alt |
| ---- | -------------- | ---- | ---- | ------ | ----- |
| 1    | Kina           | 10   | 4    | 1      | 15    |
| 2    | USA            | 7    | 6    | 8      | 21    |
| 3    | Australien     | 4    | 9    | 8      | 21    |
| 4    | Storbritannien | 3    | 2    | 3      | 8     |
| 5    | Brasilien      | 2    | 1    | 1      | 4     |
| 6    | Tyskland       | 1    | 3    | 2      | 6     |
| 7    | Finland        | 1    | 1    | 1      | 3     |
| 8    | Canada         | 1    | -    | 1      | 2     |
| 8    | Sverige        | 1    | -    | 1      | 2     |
| 10   | Kroatien       | 1    | -    | -      | 1     |
| 10   | Frankrig       | 1    | -    | -      | 1     |
| 12   | Polen          | -    | 1    | 2      | 3     |
| 13   | Italien        | -    | 1    | -      | 1     |
| 13   | Japan          | -    | 1    | -      | 1     |
| 13   | Moldova        | -    | 1    | -      | 1     |
| 13   | Holland        | -    | 1    | -      | 1     |
| 13   | New Zealand    | -    | 1    | -      | 1     |
| 13   | Spanien        | -    | 1    | -      | 1     |
| 19   | Belgien        | -    | -    | 1      | 1     |
| 19   | Cuba           | -    | -    | 1      | 1     |
| 19   | Rusland        | -    | -    | 1      | 1     |

## Dansk deltagelse
| Disciplin       | Placering |
| --------------- | --------- |
| 200 m fri       | 22        |
| 200 m ryg       | 6         |
| 100 m Butterfly | 7         |
| 200 m Butterfly | 21        |